# Répartition géographique du roumain

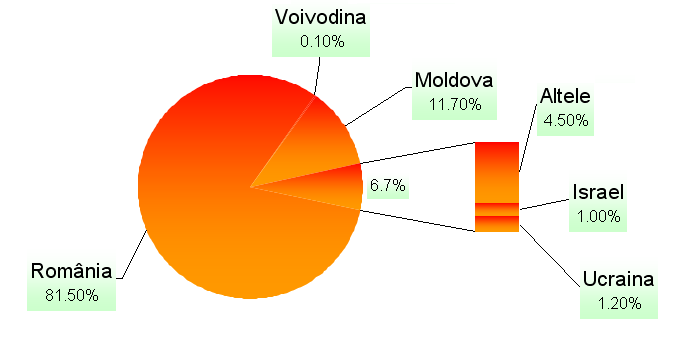
Répartition des locuteurs de roumain langue maternelle par pays.

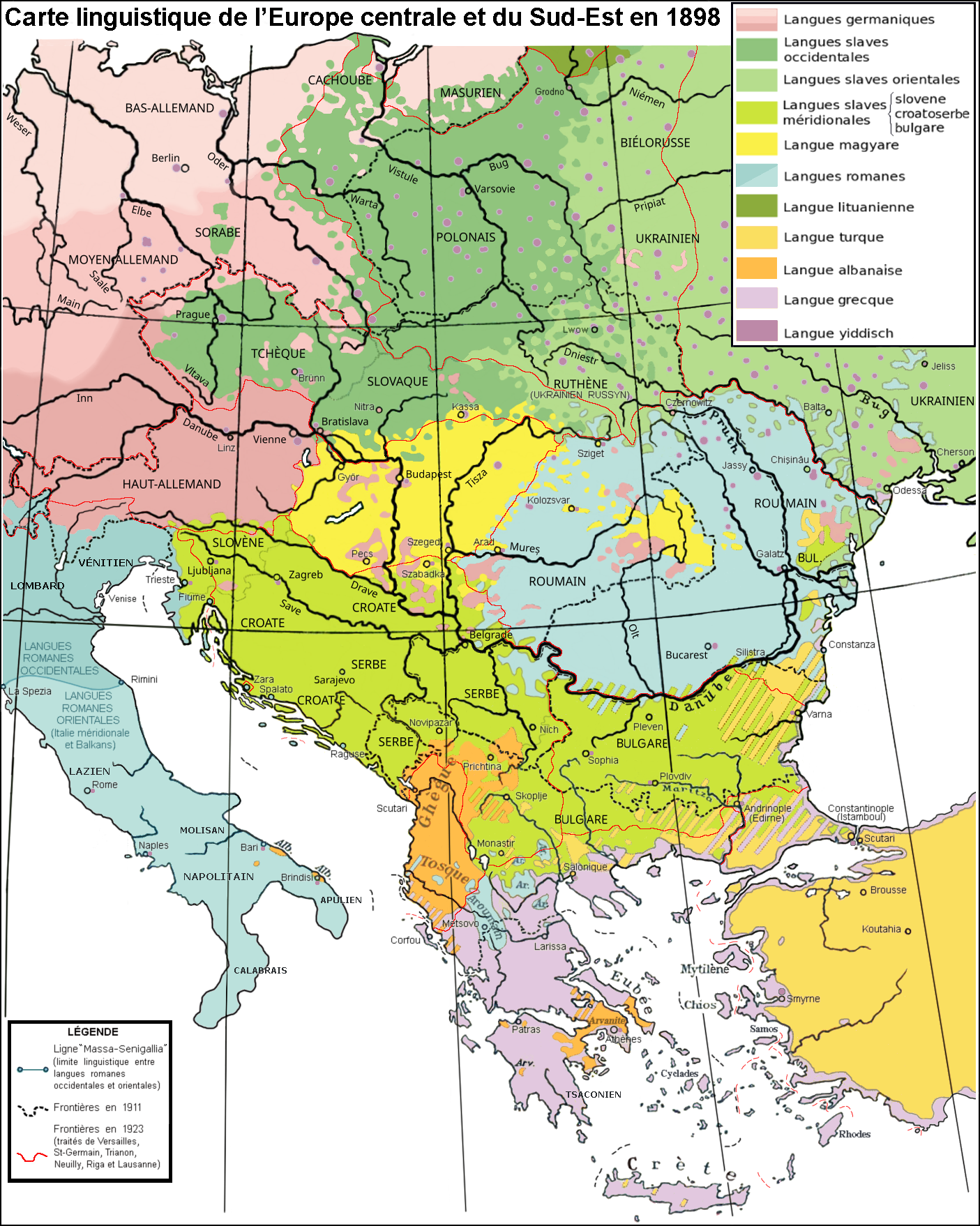
Carte linguistique de l'Europe centrale et du Sud-Est : les langues romanes orientales en bleu clair.

Le nombre total de locuteurs du roumain dans le monde est estimé à 28 millions par l’« Union latine », alors que l’estimation d’Ethnologue, Languages of the World est de 23,6 millions.
Sur ces 28 millions, le nombre de ceux dont c’est la langue maternelle serait de 24 millions. Les linguistes, mais pas forcément les statisticiens, comptent parmi les locuteurs de roumain les citoyens roumanophones de la république de Moldavie, dont la langue peut être indifféremment appelée « roumain » ou « moldave » selon que l’on se réfère à la déclaration d’indépendance et aux arrêts de la cour constitutionnelle de ce pays, ou bien à l’article 13 de sa constitution qui reprend la terminologie de l’ancienne Union soviétique. Pour leur part, beaucoup de linguistes de Roumanie incluent parmi les locuteurs du roumain les minorités appelées « Valaques » en Serbie et en Bulgarie, cet ethnonyme étant utilisé dans ces pays pour dénommer les Aroumains locuteurs de l’aroumain (vlaši), mais aussi les Roumains locuteurs du roumain (vlasi).
On estime à 6,7 % des roumanophones ceux de la diaspora roumaine hors des pays limitrophes, mais leur nombre est difficile à estimer pour plusieurs raisons : une fois naturalisés, ils ne sont plus décomptés comme tels ; on ignore combien ont une double, voire triple citoyenneté (Roumaine-Moldave-pays d’accueil) là où celle-ci est permise ; parmi les immigrés décomptés comme Roumains, Moldaves, Serbes, Ukrainiens ou autres, tous ne sont pas roumanophones ; on ne sait pas combien d’entre eux sont établis définitivement dans ces pays et combien temporairement, et concernant ces derniers, on ignore combien sont comptés aussi bien dans les statistiques de Roumanie et de Moldavie, que dans celles des pays d’accueil, et combien ne figurent que d’un côté.

## Répartition des locuteurs de roumain par pays
| Pays                  | Nombre de personnes | Statut des personnes                                                                | Année |
| --------------------- | ------------------- | ----------------------------------------------------------------------------------- | ----- |
| Roumanie              | 17 176 544          | de langue maternelle roumaine                                                       | 2011  |
| Moldavie              | 2 184 098           | se déclarant de langue maternelle roumaine/ moldave                                 | 2014  |
| Italie                |                     | citoyens de Roumanie et de Moldavie                                                 | 2022  |
| Espagne               | 798 104             | citoyens de Roumanie                                                                | 2011  |
| Ukraine               | 327 703             | se déclarant de langue maternelle roumaine / moldave                                | 2001  |
| Israël                | 250 000             | citoyens israéliens de langue maternelle roumaine                                   | 1993  |
| Transnistrie          | 135 956.            | enregistrés comme Moldaves                                                          | 2015  |
| États-Unis d'Amérique | 154 625             | parlant roumain en famille                                                          | 2013  |
| Allemagne             | 148 183             | citoyens de Roumanie et de Moldavie figurant dans le Registre central des étrangers | 2011  |
| Russie                | 117 261             | locuteurs de roumain / moldave                                                      | 2010  |
| Canada                | 116 520             | connaissant le roumain                                                              | 2021  |
| Autriche              | 91 271              | nées en Roumanie et en Moldavie                                                     | 2015  |
| Serbie                | 72 170              | de langue maternelle roumaine et « valaque »                                        | 2011  |
| Belgique              | 65 768              | citoyens de Roumanie                                                                | 2015  |
| Grèce                 | 56 915              | citoyens de Roumanie et de Moldavie                                                 | 2011  |
| Portugal              | 31 505              | citoyens de Roumanie                                                                | 2014  |
| Chypre                | 24 376              | citoyens de Roumanie                                                                | 2011  |
| Irlande               | 21 416              | nées en Roumanie et en Moldavie                                                     | 2011  |
| Danemark              | 18 828              | nées en Roumanie                                                                    | 2015  |
| Pays-Bas              | 18 740              | originaires de Roumanie                                                             | 2014  |
| Australie             | 12 829              | parlant roumain à la maison                                                         | 2021  |
| Hongrie               | 13 886              | de langue maternelle roumaine                                                       | 2011  |
| Suède                 | 19 566              | citoyens de Roumanie                                                                | 2021  |
| Norvège               | 12 007              | citoyens de Roumanie                                                                | 2015  |
| Bulgarie              | 6 412               | enregistrées comme Valaques, Roms de langue maternelle roumaine et Roumains         | 2011  |
| Croatie               | 955                 | de langue maternelle roumaine                                                       | 2011  |
| Slovénie              | 122                 | d’ethnie roumaine                                                                   | 2002  |

En dehors de la Russie et de l’Ukraine, dans les anciennes républiques soviétiques aussi il y a des roumanophones (dits moldaves) en relativement petit nombre. Ils sont arrivés surtout en tant que déportés dans la période stalinienne en Azerbaïdjan (1 400), au Tadjikistan (580) au Turkménistan (1560), et surtout au Kazakhstan (33 000).
On peut aussi prendre en compte les Boyash, Roms de langue maternelle roumaine, dont le nombre est impossible à préciser, puisqu’il n’est nulle part indiqué séparément de celui des autres Roms. Il y a des estimations dans certains pays, selon lesquelles il y en aurait 10 à 20 mille en Croatie, quelques milliers en Bulgarie et quelques centaines en Slovaquie.

## Statut du roumain

### Langue officielle
Le roumain est langue officielle premièrement en Roumanie mais aussi dans d’autres pays.
En république de Moldavie également, le roumain est « langue de l’État », appelé moldave à l’époque soviétique. En 1991, la Déclaration d’indépendance de la République de Moldavie l’appelle « roumain », puis la constitution adoptée en 1994 l’appelle « moldave ». Le dernier en date (2013) des actes normatifs dans la matière l’appelle de nouveau « roumain ».
En Transnistrie, le moldave est langue officielle à côté du russe et de l’ukrainien.
Parmi d’autres langues minoritaires, le roumain aussi a le statut de « langue d’usage officiel » en Serbie, dans les localités où la proportion de roumanophones atteint les 15 %. Ces localités sont énumérés dans un document du Secrétariat provincial pour l’éducation, les réglementations, l’administration et les minorités nationales – communautés nationales de Voïvodine. Cependant, la langue maternelle des Roumains de la vallée du Timok a un autre statut.

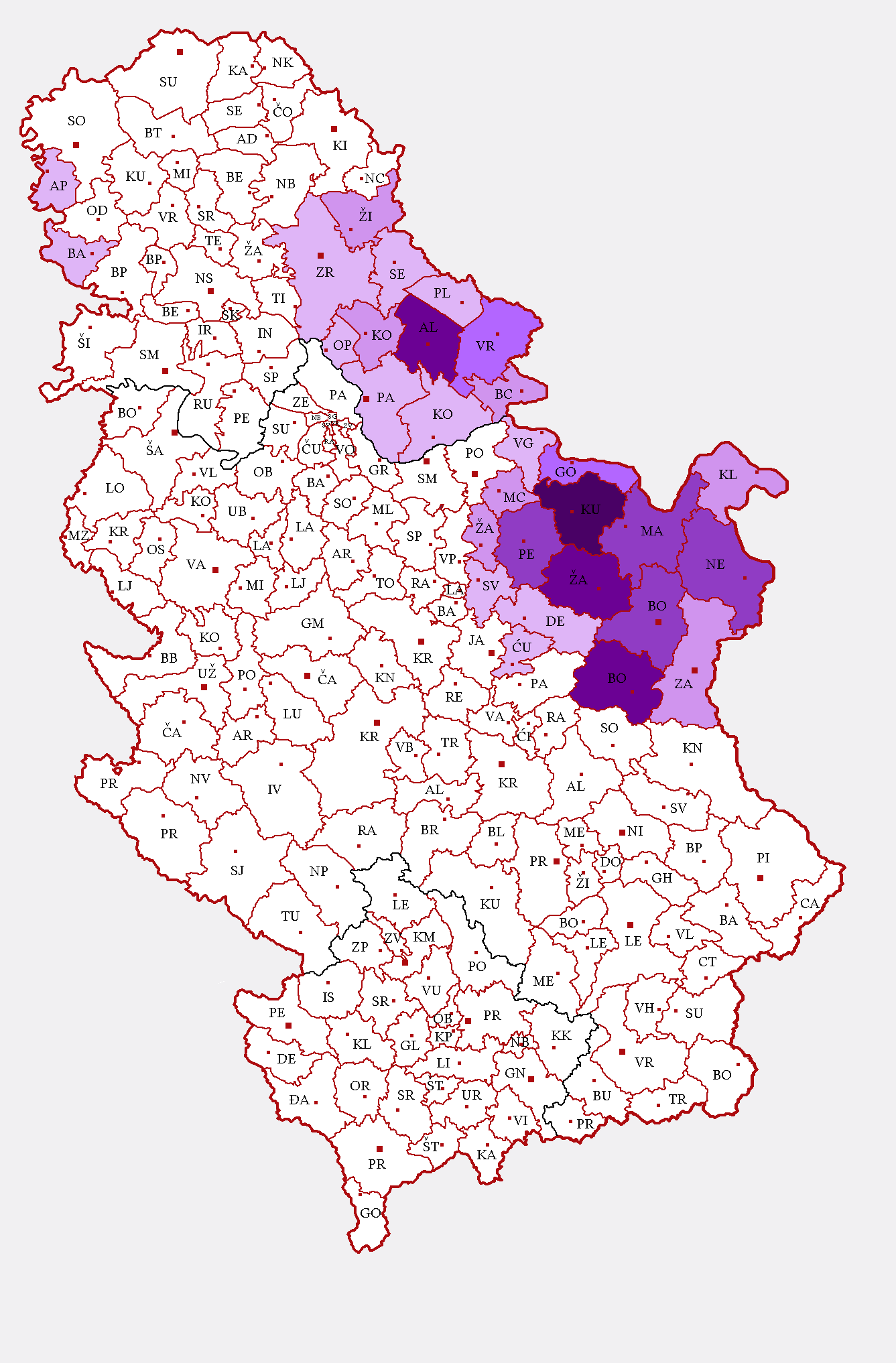
Le roumain en Serbie (carte incluant le Kosovo) :
1-5 %
5-10 %
10-15 %
15-25 %
25-35 %
au-dessus de 35 %

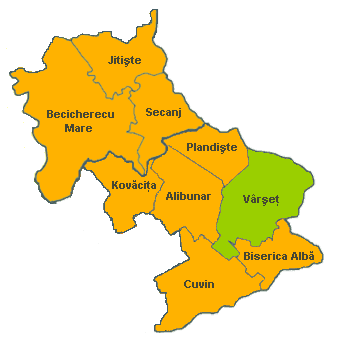
La langue roumaine en Voïvodine orientale
le roumain d’usage officiel dans toute la commune
le roumain d’usage officiel dans quelques communautés locales

Le roumain est également l’une des langues officielles de l’Union européenne et de l’Union latine, organisation des pays de langues romanes.

### Langue minoritaire
Sans être officiel, dans certains pays voisins ou proches de la Roumanie, le roumain a un statut juridique, dans la mesure où il est une langue minoritaire reconnue. Ce sont les pays signataires de la Charte européenne des langues régionales ou minoritaires qui, dans la déclaration annexée à leur signature, ont mentionné le roumain.
En Ukraine, surtout dans les régions de Transcarpatie, Tchernivtsi (Bucovine) et d’Odessa, dans les localités à population majoritairement roumaine, le roumain aussi peut être utilisé dans les contacts avec les autorités. Il y a un enseignement, ainsi qu’une presse écrite et des émissions de radio et de télévision en roumain.
En Hongrie, le roumain et, séparément, l’idiome des Boyash, ont le statut de langues minoritaires. On enseigne en roumain aussi dans certains établissements, il y a des publications et des émissions radio et de télévision en roumain. Après avoir été standardisé, l’idiome des Boyash est également enseigné.
En Croatie aussi, le « roumain boyash », comme on l’appelle officiellement, est une langue minoritaire reconnue.
En Serbie, l’idiome appelé « valaque » a le statut de langue minoritaire à côté du roumain.
La Bosnie-Herzégovine aussi a inscrit le roumain parmi ses langues minoritaires, mais il n’y a pas de données sur les locuteurs de cette langue dans ce pays.

## Langue seconde et langue étrangère
D’après le site de l’Union latine, le roumain serait parlé par 4 millions de personnes en tant que langue seconde. Parmi celles-ci il y a tout d’abord les citoyens de la Roumanie et de la Moldavie dont la langue maternelle est autre que le roumain. En Roumanie il peut s’agir de 2,9 millions de personnes. Selon les données du recensement de 1979 effectué dans la République socialiste soviétique moldave de l’époque, sur une population totale de 3 372 051 personnes, 4 %, c’est-à-dire 134 000 environ ont désigné le moldave comme leur langue seconde.
Il peut aussi y avoir des connaisseurs du roumain parmi les non roumanophones originaires d’autres pays qui ont vécu temporairement en Roumanie dans le passé, ou parmi ceux qui y vivent actuellement en tant qu’étudiants, employés, personnes d’affaries, etc. En 2011, 42 936 ressortissants de pays en dehors de l’UE (à part ceux de Moldavie), et en 2012, 42 953 ressortissants de l’UE figuraient dans les évidences des autorités roumaines.
Le roumain enseigné en tant que langue étrangère est présent dans de nombreux pays. Il y a des lectorats de roumain dans 49 établissements d’enseignement supérieur de 29 pays, où l’on enseigne le roumain à divers niveaux, activité coordonnée par l’Institut de la langue roumaine.

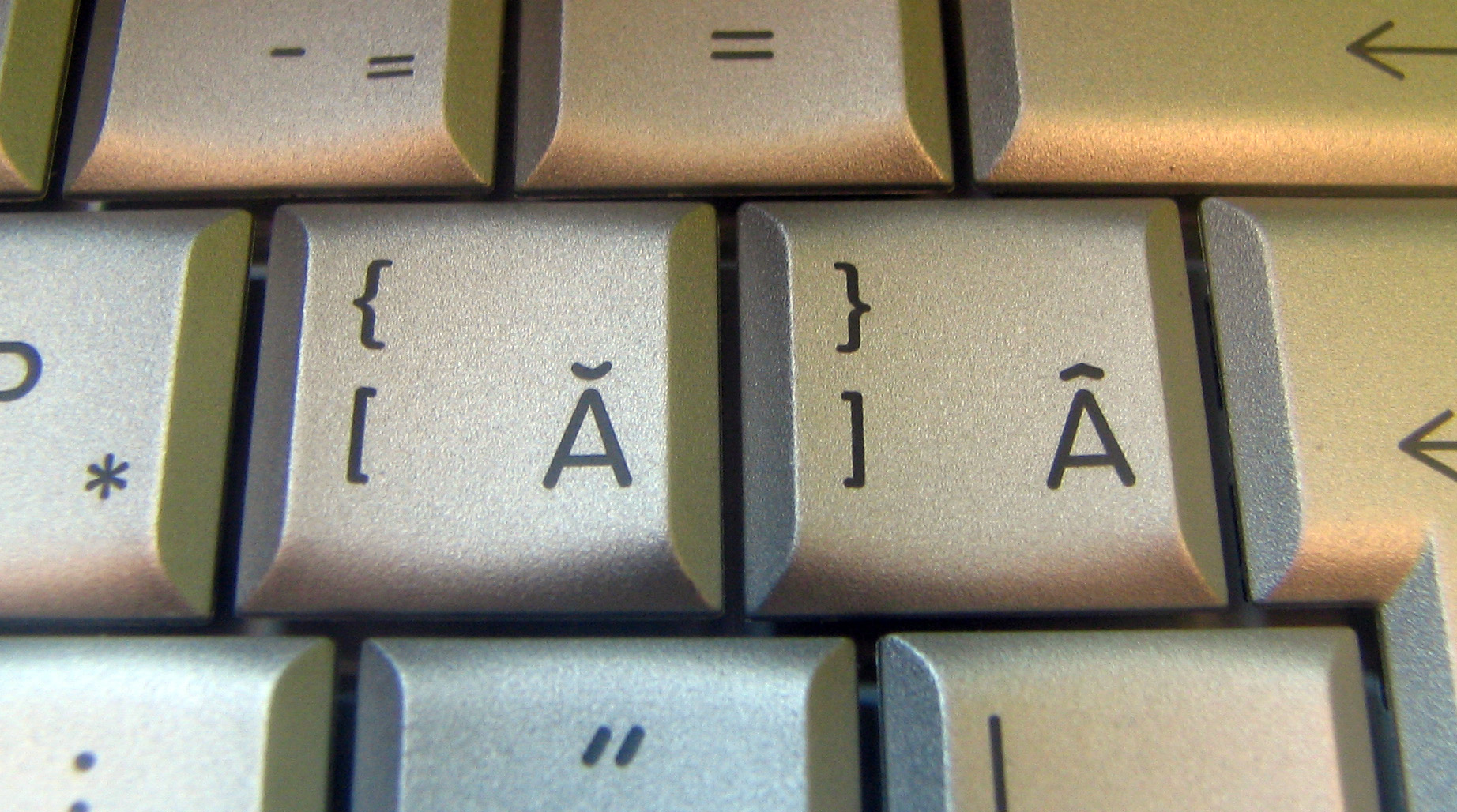
Lettres de l’alphabet roumain sur un clavier d'ordinateur.

L’Institut culturel roumain aussi s’occupe de l’enseignement du roumain langue étrangère dans le cadre de son réseau présent en Roumanie et dans d’autres pays.

## Sur Internet
En Roumanie, l’utilisation d’Internet est en constante augmentation. En 2010 il était utilisé par 35,5 % de la population et le nombre de sites avec le nom de domaine .ro était supérieur à 500 000. Le coefficient qui représente la place du roumain sur Internet était de 0,62 en 2007, ce qui est peu par comparaison à celui de l’anglais (4,44), du français (2,24) ou de l’italien (2,93), mais parmi les langues romanes, seul le roumain a marqué une augmentation entre 2005 et 2007. Entre 2006 et 2016, le pourcentage d'internautes en Roumanie est passé de 24,7 % à 59,5 %, en Moldavie, il est passé de 19,6 % à 71 %.

## Sources bibliographiques
- (sk) Ágocs, Attila, « Sociálna identifikácia Bajášov na Slovensku »] [« Identification sociale des Boyash en Slovaquie », Etnologické rozpravy, no 2, 2003, p. 41-53 (consulté le 24 mai 2017)
- (hu) Pálmainé Orsós, Anna, Nyelvi helyzet, nyelvoktatás, nyelvtanárképzés. Vizsgálatok és gondolatok a beás nyelv megőrzésének lehetőségeiről [« Situation de la langue, enseignement de la langue, formation des professeurs de langue. Recherches et idées sur les possibiliés de préserver la langue boyash »], Thèse de doctorat, Université de Pécs, 2006 (consulté le 24 mai 2017)
- (bg) Pamporov, Aleksej, Romskoto semejstvo. Aspekti na vsekidnevieto [« La famille rom. Aspects du quotidien »], Sofia, Effekt, 2004
- (ro) Radosavljević, Petar, « Privire de ansamblu asupra graiurilor băieșești din Croația » [« Vue d’ensemble sur les parlers boyash de Croatie »], Piramida, no 2, p. 50-59 (consulté le 24 mai 2017)
- (ro) Șerban, Stelu, « Politică și etnicitate. Rudarii din Varna, Bulgaria » [« Politique et ethnicité. Les Rudari de Varna, Bulgarie »], Piramida, no 2, p. 26-41 (consulté le 24 mai 2017)
- (en + ro) Trandabăț, Diana et al. The Romanian Language in the Digital Age [« La langue roumaine dans l’âge numérique »], Springer, 2011 (consulté le 24 mai 2017)